# Banc de semen
Un banc de semen és una dependència destinada a la preservació d'esperma de diversos animals per tal de conservar-los congelats per a una posterior inseminació artificial.
- A la societat civil hi ha bancs de semen humans per a donar servei a parelles infèrtils.
- A la ramaderia, s'empren com a dipòsits de sementals valuosos.
- En medi ambient s'usen bancs de semen juntament amb els bancs d'òvuls per a preservar el material genètic d'espècies en perill d'extinció.

Les mostres en petites càpsules cilíndriques són congelades en termos de nitrogen líquid.
Els primers centres civils d'aquesta classe es van crear el 1964 a Iowa i Tòquio. El 1978 el doctor Simon Marina Avendaño obre el primer a Barcelona.